# Paul-Marcel Balmigère
Pour les articles homonymes, voir Balmigère.
Ne doit pas être confondu avec Paul Balmigère.
Paul-Marcel Balmigère, né le 31 août 1882 à Caudiès-de-Fenouillèdes et mort le 6 septembre 1953 en son domicile dans le 18e arrondissement de Paris, est un peintre français.

## Biographie
Élève de François Flameng et d'Adolphe Déchenaud, il expose à la Société des artistes indépendants dès 1927 des paysages dont les plus remarqués sont Route dans les Pyrénées, Village dans le Roussillon et Paysage provençal. Il obtient en 1930 une médaille d'honneur au Salon des artistes français, et le prix Justin Claverie en 1939.